# Бааша
Бааша (Баса) (*д/н — після 845 до н. е.) — цар Аммону з 855 року до н. е.

## Життєпис
Син царя Регоба. Посів трон у 855/853 році до н. е. Лотримувався союзу з Бен-Хададом II, царем Арамом, і Ахавом, царем Ізраїлю. Брав участь у битві при Каркарі близько 853 року до н. е. проти ассирійського царя Шульману-ашареда III, завдяки чому на деякий час було зупинено наступ Ассирії на Передню Азію. В цій битві військо Аммону були третім за розміром (1 тис. вояків).
Подальша доля невідома. Разом з тим у Біблії не згадується проякусь участь у протистоянні Ізраїлю і Араму, цим скористалася Ассирія. Ймовірно завдяки дипломатії Бааша зумів зберегти незалежність від усіх сусідів.
Терміни панування бааша невідомі, а також його спадкоємець. Наступним виявленим царем є Шенеп.